# Ibukun Akinfenwa
Ibukun Akinfenwa (Lagos, 22 de Outubro de 1990) é um futebolista angolano que joga habitualmente a avançado. Atualmente, defende as cores do Primeiro de Agosto.

## Títulos

### 1º de Agosto
- Girabola: 2016
- Supertaça de Angola: 2017